# Shuttle-Derived Launch Vehicle

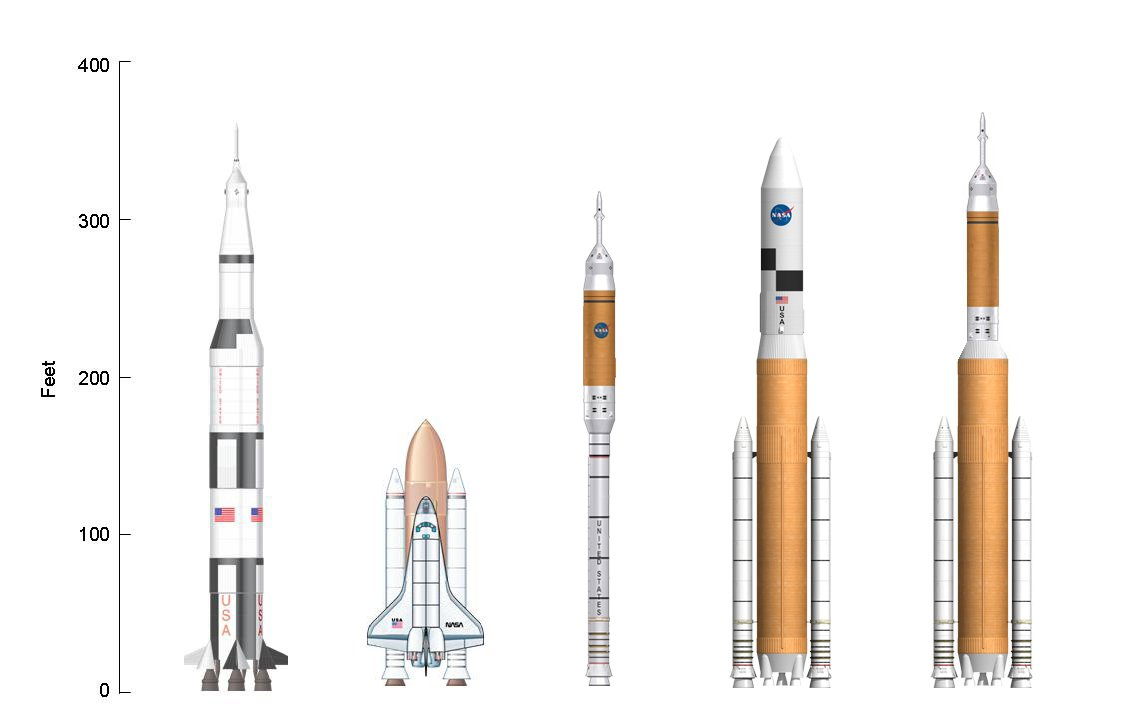
Saturn V, Space Shuttle, Ares I, Ares V i Ares IV

Shuttle-Derived Launch Vehicle lub prościej Shuttle-Derived Vehicle (SDV) jest terminem opisującym jeden z wielu pomysłów, które zostały opracowane do stworzenia rakiety nośnej z użyciem elementów, technologii i infrastruktury Programu lotów wahadłowców. W przeszłości SDV był kilkakrotnie w planach NASA. Pod koniec lat 80' i na początku lat 90' NASA oficjalnie opracowywało rakietę służącą tylko do transportu ładunków, zwaną Shuttle-C, która mogła być dodatkiem do załogowych lotów wahadłowców. 
W 2005 roku NASA zdecydowała o utworzeniu rakiet Ares I i Ares V, zbudowanych z bardzo zmodyfikowanych części z wahadłowców, w celu ich zastąpienia i umożliwienia eksploracji Marsa i Księżyca.

## Inne koncepty
Pomysł opracowania SDV pojawił się jeszcze przed pierwszymi startami wahadłowców. Pozostałe koncepty obejmowały takie projekty jak: 
- Shuttle-C
- National Launch System
- DIRECT
- Rakiety Jupiter
- Shuttle-Derived Heavy Lift Launch Vehicle
- Mars Direct

## Wizja Eksploracji Kosmosu
W 2005 r. NASA zdecydowała się na projekt i budowę dwóch nowych rakiet, bazującej na technologii jak i na infrastrukturze programu lotów wahadłowców. Rakiety te miały zastąpić wahadłowce i dostarczyć usługi rakietowe potrzebne do zrealizowania Wizji Eksploracji Kosmosu. NASA nazwała ten koncept Programem Constellation, mającym stanowić program amerykańskich załogowych lotów kosmicznych. 
Projektowane rakiety:
- Ares I
- Ares V
- Ares IV
- Ares V Lite - alternatywna rakieta dla Programu Constellation, zaproponowana przez Review of United States Human Space Flight Plans Committee. Ares V Lite miał być pomniejszoną wersją Aresa V[3][4], mającym ładowność 140 ton dla lotów na niską orbitę[5]. Miałby używać pięciu silników RS-68 i dwóch pięciosegmentowych rakiet dodatkowych na paliwo stałe. Jeśli byłby wybrany, mógłby zastąpić Aresa I i Aresa V.